# Noyelles-sous-Lens
Noyelles-sous-Lens ist eine französische Gemeinde im Département Pas-de-Calais in der Region Hauts-de-France. Sie gehört zum Arrondissement Lens und ist der Hauptort (chef-lieu) des Kantons Harnes. Die Gemeinde mit 6757 Einwohnern (Stand: 1. Januar 2022) ist Teil der Communauté d’agglomération de Lens-Liévin. 

## Geographie
Noyelles-sous-Lens liegt in der historischen Landschaft Gohelle. 
Nachbargemeinden sind Loison-sous-Lens im Norden, Harnes im Nordosten, Fouquières-lès-Lens im Osten sowie Sallaumines im Süden und Westen.
Durch die Gemeinde führt die Autoroute A21. Der Canal de Lens begrenzt die Gemeinde im Norden.

## Geschichte
Mit der Entdeckung der Kohlevorkommen im 18. Jahrhundert wurden Minen in den Untergrund getrieben. Der Kohleabbau begann ab der Mitte des 19. Jahrhunderts. Beim Grubenunglück von Courrières 1906 wurden zahlreiche Bergleute in der Mine 23 getötet.
| Bevölkerungsentwicklung | Bevölkerungsentwicklung | Bevölkerungsentwicklung | Bevölkerungsentwicklung | Bevölkerungsentwicklung | Bevölkerungsentwicklung | Bevölkerungsentwicklung | Bevölkerungsentwicklung | Bevölkerungsentwicklung |
| ----------------------- | ----------------------- | ----------------------- | ----------------------- | ----------------------- | ----------------------- | ----------------------- | ----------------------- | ----------------------- |
| Jahr                    | 1962                    | 1968                    | 1975                    | 1982                    | 1990                    | 1999                    | 2006                    | 2011                    |
| Einwohner               | 10.049                  | 9.834                   | 8.779                   | 8.188                   | 7.687                   | 7.359                   | 7.041                   | 6.849                   |

## Sehenswürdigkeiten
- Kirche Saint-Amand

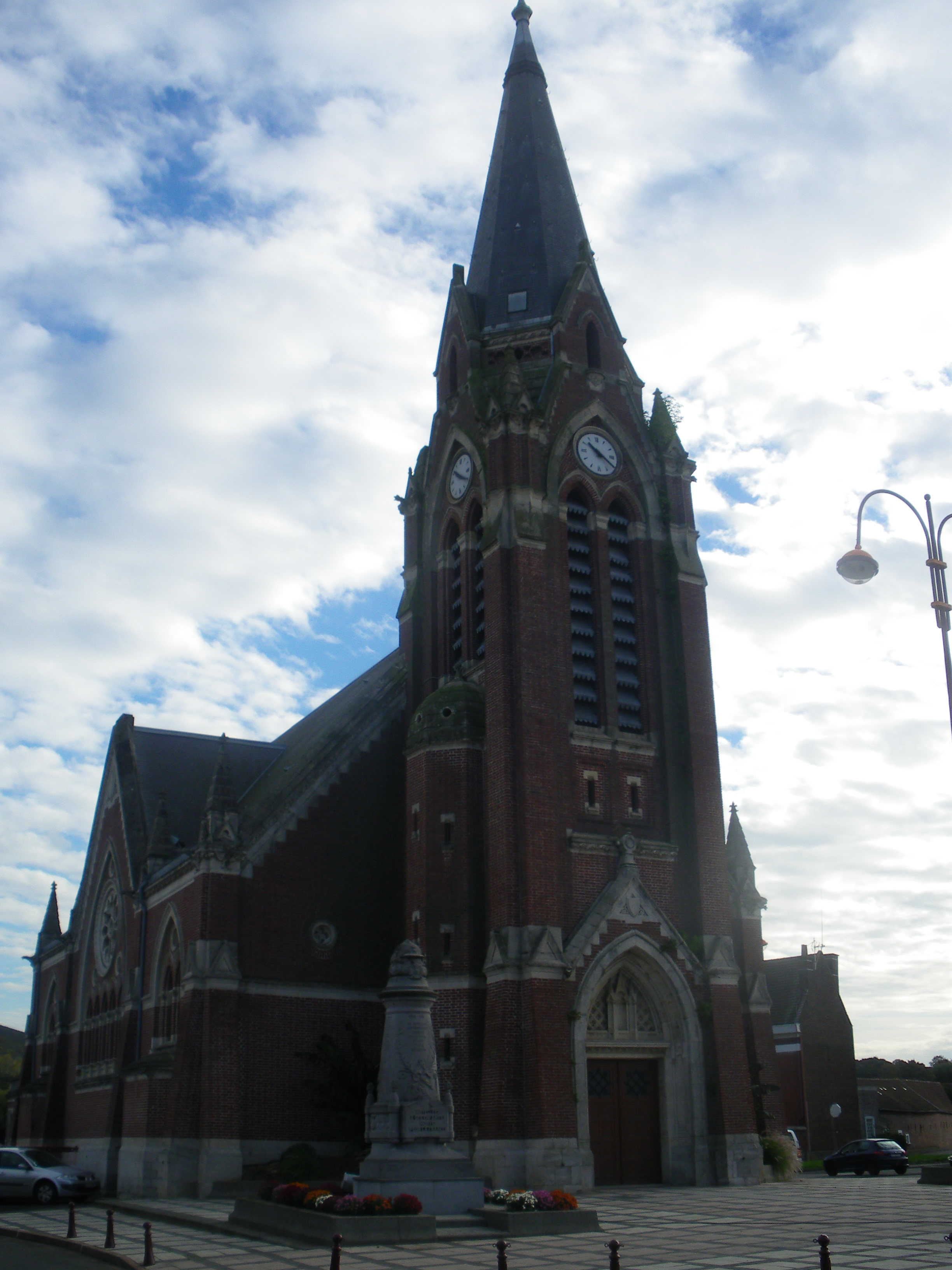
Kirche Saint-Amand

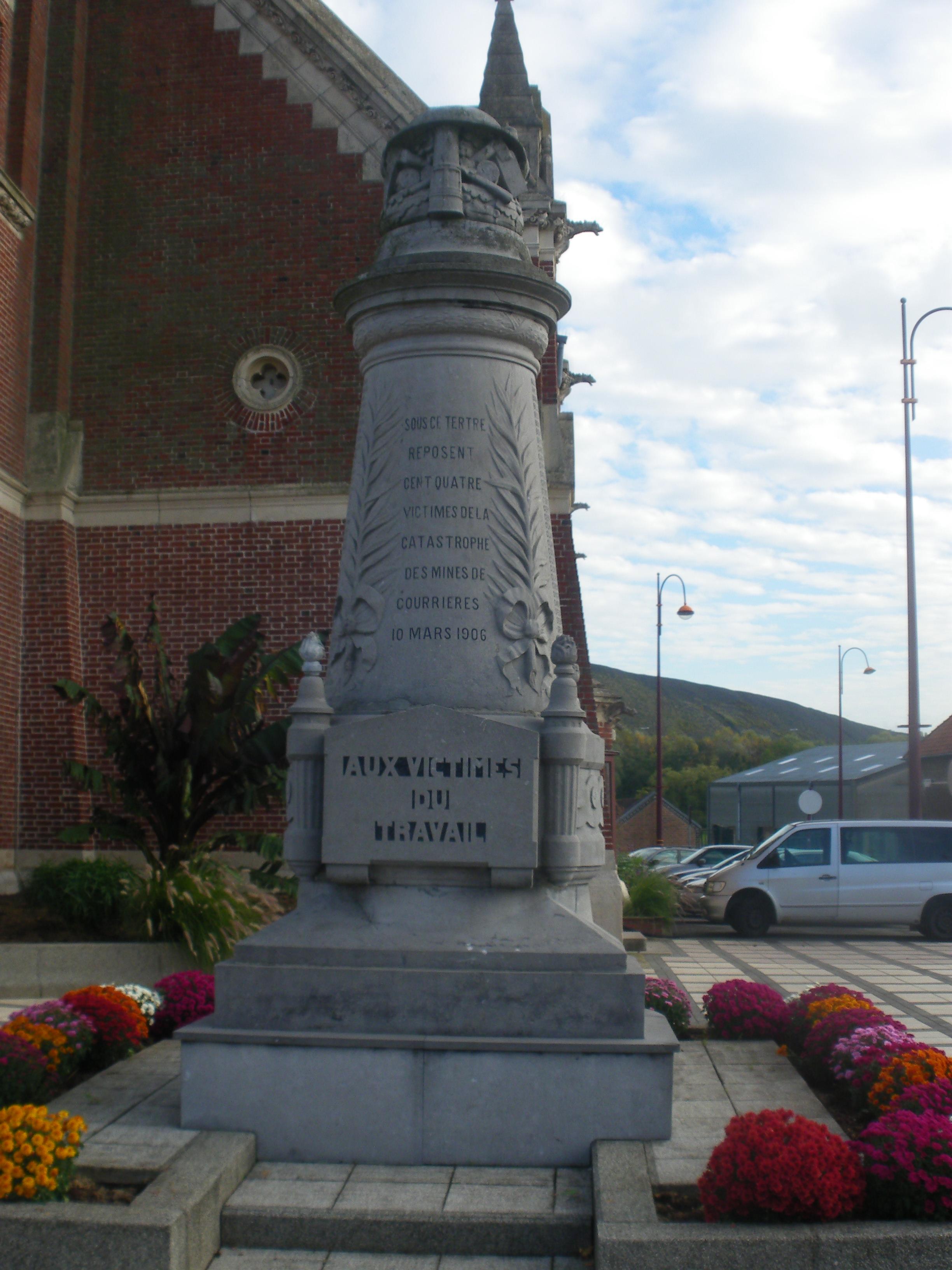
Mahnmal in Erinnerung an das Unglück 1906

- Ein Mahnmal erinnert an die Toten des Grubenunglücks der Corrières-Minen 1906 (Mine 23)

## Persönlichkeiten
- Henri Caron (1924–2002), Geher (50 km)
- Edita Pjecha (* 1937), russische Chansonsängerin

## Gemeindepartnerschaften
Mit folgenden Gemeinden bestehen Partnerschaften:
- Szczecinek, Woiwodschaft Westpommern, Polen, seit 1983
- Roundstone, County Galway, Irland, seit 2004